# Gräbendorf

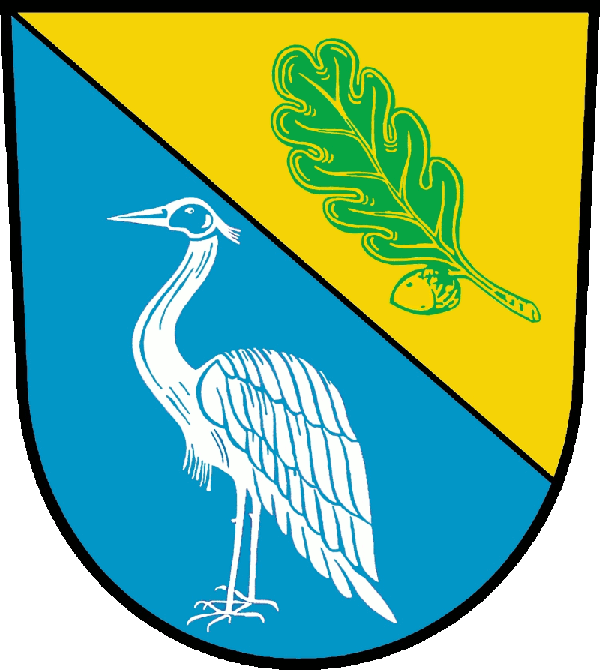
Das Gräbendorfer Wappen wurde für die neue Gemeinde Heidesee übernommen.

Gräbendorf (niedersorbisch Grabice ) ist ein Ortsteil der Gemeinde Heidesee im Landkreis Dahme-Spreewald im Bundesland Brandenburg.

## Lage
Gräbendorf liegt ca. 25 km südöstlich der Stadtgrenze von Berlin. Durch den historischen Ortskern Gräbendorfs verläuft die Bundesstraße 246. Im westlichen Ortsbereich verläuft die Bundesstraße 179. Mit ca. 39 km² hat Gräbendorf den größten Anteil (knapp 30 %) an der Gesamtfläche der Gemeinde Heidesee, die aus insgesamt elf Orten besteht. Zu Gräbendorf gehören die Wohnplätze Forsthaus Prieros, Prierosbrück, Siedlung am Dolgenhorst und Siedlung Uhlenhorst.
Westlich von Gräbendorf befindet sich die Gemeinde Bestensee. Nördlich liegt der Ortsteil Gussow, östlich liegt der Ortsteil Prieros der Gemeinde Heidesee. Im südlichen Teil Gräbendorfs erstreckt sich die Dubrow, ein großes Naturschutz- und Waldgebiet innerhalb des Naturparks Dahme-Heideseen. Zu der Gemarkung gehören die Siedlungsteile Dolgenhorst, Buschgarten/Alte Ziegelei und Uhlenhorst sowie der Frauensee, der Förstersee und der Hölzerne See.
Infolge der letzten Eiszeit entstand auf dem späteren Gebiet von Gräbendorf eine Erhebung, die die ansässigen Bauern nutzten, um darauf Wein anzubauen. Diese Erhebung wird im 21. Jahrhundert noch Weinberg genannt.

## Geschichte

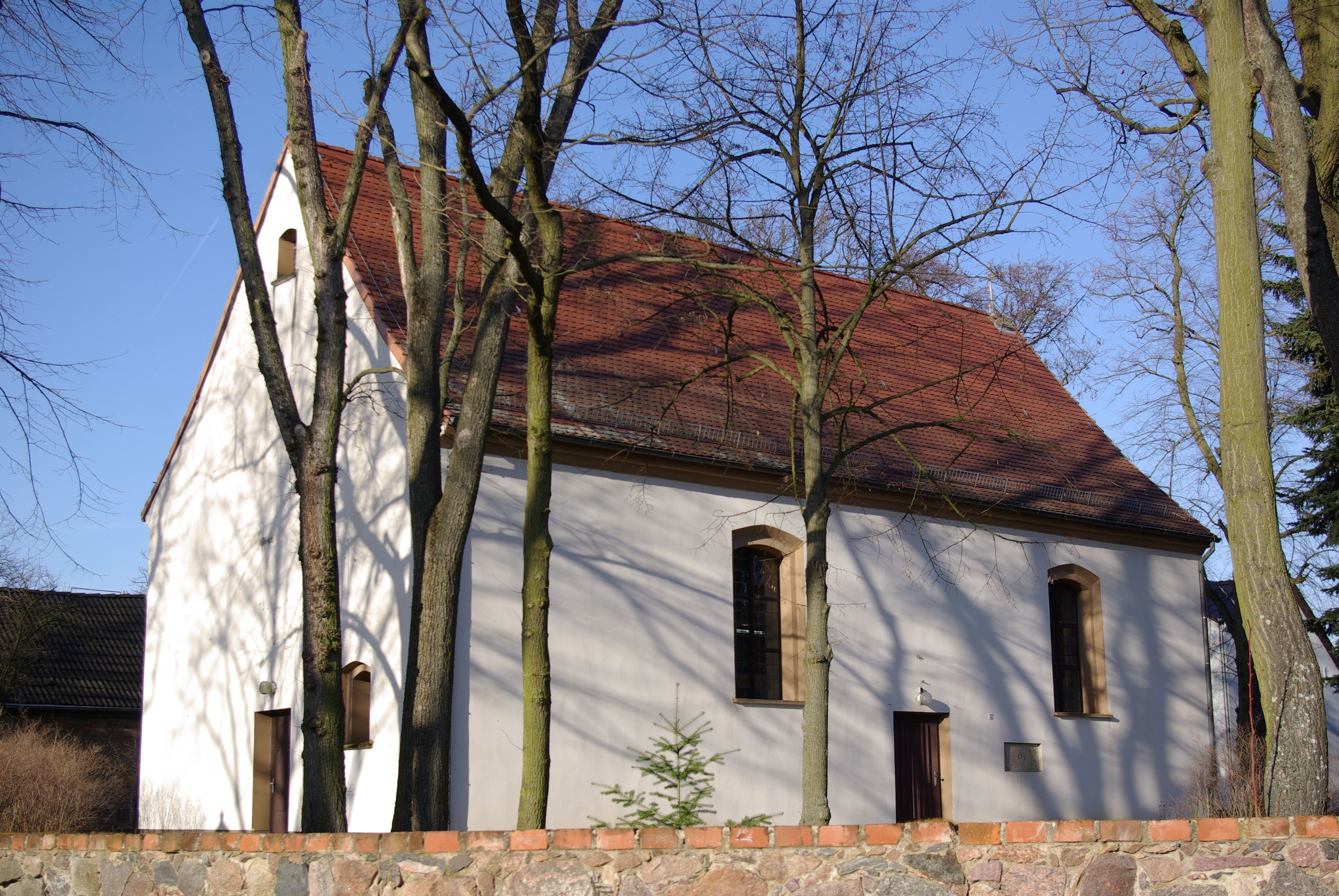
Die 1662 fertiggestellte Kirche

### 12. bis 15. Jahrhundert
Der Siedlungsort wurde vermutlich von Slawen als Anger- oder Sackgassendorf errichtet. Im Jahr 1186 ist Burghard de Plotzecke als Herrscher überliefert. 1272 wurde die Gemeinde erstmals unter Johanne de Greuendorph urkundlich erwähnt. Bis 1301 gehörte Gräbendorf zur Niederlausitz. Dem folgte der Übergang an das Erzstift Magdeburg. 1303 ging Gräbendorf mit der gesamten Lausitz an Brandenburg. Es wurde Teil des Einflussbereichs der Familie Schenk von Landsberg und somit Teil des Schenkenländchens. In der folgenden wechselvollen Geschichte fiel Gräbendorf beispielsweise mit der gesamten Lausitz 1367 an Böhmen, nachdem Kaiser Karls der IV. von Böhmen vom Auslöserecht für die Lausitz Gebrauch machte, welches bereits vom Markgraf Otto an Luxemburg verpfändet worden war.

### 16. und 17. Jahrhundert
1546 wurde Grewendorf erneut als zur Herrschaft Teupitz gehörig erwähnt. Es war im Jahr 1624 insgesamt 24 Hufen groß und mit 11 Hufnern, 7,5 Köttern und einem Hirten besetzt. Während des Dreißigjährigen Krieges von 1618 bis 1648 wurde Gräbendorf sowohl von kaiserlichen als auch schwedischen Truppen heimgesucht. Es wurde mehrmals vollständig geplündert. Während einer Plünderung durch die Kaiserlichen im Jahre 1632 wurde der Ort fast vollständig niedergebrannt. Dabei wurde auch die hölzerne Kirche bis auf den Grund zerstört. Daraufhin wurde langsam und mit vielen Unterbrechungen begonnen, eine turmlose Feldsteinkirche zu errichten. Der Bau kam erst nach dem Friedensschluss von 1648 wirklich voran. Fertiggestellt wurde die Kirche 1662. Der Wiederaufbau wurde nur durch die Unterstützung und das Mitwirken der Einwohner von Gräbendorf, Gussow, Pätz und Prierosbrück ermöglicht. Von 1644 bis 1658 kam der Ort wiederverkaufsweise an die Theologische Fakultät der Universität Frankfurt, danach belehnten die Schenken im Jahr 1648 einen Andreas Ideler mit dem gesamten Ort und bis 1688 noch über den Krug, einen Bauern und einen Kötterhof. An ihn erinnert ein Epitaph an der Kirche. Von 1662 bis 1679 übernahmen seine Erben Zietzow den Ort, anschließend von 1679 bis 1701 eine Familie Wildschütz mit Ober- und Untergerichtsbarkeit, Kirchenpatronat, Weinberg, kleiner Heide und Frauensee; ab 1688 auf den Krug.

### 18. und 19. Jahrhundert
In der kurzen Zeit von 1701 bis 1717 erschien eine Familie Bergius. In dieser Zeit gab es 1711 sechs Hufner, anderthalb Kötterhöfe, einen Schmied, einen Hirten und einen Schäfer mit zwei Knechten. Für die 24 Hufen mussten sie je vier Groschen Abgaben zahlen. Im Jahr 1717 erwarb Friedrich Wilhelm I. das Schenkenländchen und damit auch das Dorf. Im gleichen Jahr wurde auch erstmals ein Gut Gräbendorf erwähnt, hinzu kam ein neu erbautes Vorwerk, das „Prierosser Brücke“ genannt wurde. Erwähnt wurden im gleichen Dokument auch der Weinberg, Gärten sowie der Frauensee. Mit dem Wechsel kam der Ort in den Einflussbereich der Herrschaft Königs Wusterhausen, zunächst im Amt Blossin, später im Amt Königs Wusterhausen. 1745 gab es sechs Bauern, zwei Kötter, einen Krug sowie außerhalb des Dorfes im Vorwerk einen Kötter und ein Familienhaus. 1771 war der Bestand auf 8,5 Giebel (=Wohnhäuser) angewachsen. Es gab nach wie vor einen Schmied, einen Hirten sowie einen Schäfer mit Knecht. Die Abgaben waren gegenüber 1711 gleich geblieben und lagen bei vier Groschen pro Hufe.
1801 gab es einen Lehnschulzen, neun Bauern, drei Ganzkötter, acht Büdner und sechs Einlieger. Neben dem Schmied hatte sich ein Radmacher im Ort angesiedelt. Zusammen mit der Schäferei gab es 28 Feuerstellen (=Haushalte). Gräbendorf entwickelte sich weiter und wuchs auf 37 Wohnhäuser im Jahr 1840 an, einschließlich des „Etablissements“ Frauensee. 1858 waren weitere Siedlungsorte hinzugekommen. Es entstanden Prierosbrück und das Forstetablissement Dubrow. Zusammen mit dem Dorf gab es neun Hofeigentümer, sowie vier Pächter mit 33 Knechten und Mägden, hinzu kamen 19 Tagelöhner. Weiterhin arbeiteten in Gräbendorf 24 nebengewerbliche Landwirte mit zehn Knechten und Mägden. Es gab 37 Besitzungen, die größte mit dem Gut war 1505 Morgen groß. Weitere fünf Besitzungen waren zwischen 300 und 600 Morgen groß (zusammen 1683 Morgen), 18 Besitzungen zwischen 5 und 30 Morgen groß (zusammen 1321 Morgen) sowie fünf Besitzungen mit insgesamt sechs Morgen. In Gräbendorf gab es mittlerweile auch zahlreiche Handwerker: zwei Schuhmachermeister, vier Schneidermeister, sechs Zimmergesellen, ein Stellmachermeister mit Gesellen, ein Maurergeselle, ein Grobschmiedemeister, ein Mühlenflickarbeiter, ein Fischer, ein Gärtnergehilfe, ein Kaufmann, zwei Beamte und zwei Arme. 1860 bestand das Dorf mit dem Abbau am Frauensee aus drei öffentlichen Gebäuden, 39 Wohn- und 52 Wirtschaftsgebäuden, darunter eine Getreidemühle (ohne Prierosbrück). In den Jahren 1867 bis 1868 erbauten Handwerker das erste Schulgebäude. Es wurde in den Jahren um 1900 auf Grund steigender Schülerzahlen um ein zweites Gebäude erweitert. Aus dem Jahr 1874 ist der Besuch Theodor Fontanes überliefert.

### 20. und 21. Jahrhundert
Im Jahr 1900 gab es im Ort 64 Häuser; die Zahl stieg bis 1931 auf 100 Häuser an. Anfang des 20. Jahrhunderts gründete sich eine Freiwillige Feuerwehr. 
Nach dem Ende des Zweiten Weltkrieges wurden 19 Hektar enteignet. Zwei wurden auf sechs Bauern verteilt, ein Betrieb erhielt acht Hektar sowie weitere neun Hektar gingen an fünf Altbauern. 1953 gründete sich eine LPG vom Typ I, die 1955 bereits 17 Mitglieder hatte und 126 Hektar landwirtschaftliche Nutzfläche bewirtschaftete. 1960 war sie in eine LPG Typ III mit 62 Mitgliedern und 330 Hektar angewachsen. Daneben gab es eine weitere LPG Typ I mit sechs Mitgliedern und 46 Hektar Fläche sowie ein VEG mit 40 Beschäftigten. Die LPG Typ I schloss sich 1961 an die LPG Typ III an. 1973 bestand diese LPG weiter. Daneben gab es das VEG mit dem Vorwerk Kamerun Zeesen-Körbiskrug, die Revierförstereien Dubrow und Frauensee sowie ein Zweigbetrieb der PGH Friseurhandwerk Königs Wusterhausen.
1978 eröffnete mit dem Naturlehrkabinett Frauensee eines der ältesten forstlichen Naturschutzzentren in Deutschland. 1996 gründete sich der Dorfclub Gräbendorf, der die Tradition des Zamperns wieder aufleben ließ. Am 26. Oktober 2003 wurde Gräbendorf – im Zuge der Gemeindegebietsreform – in die neu gebildete Gemeinde Heidesee eingegliedert. Insgesamt schlossen sich elf Alt-Gemeinden in der Gemeinde Heidesee zusammen. Das Gräbendorfer Wappen wurde für die neu entstandene Gemeinde übernommen.

## Sehenswürdigkeiten und Kultur
- Dorfkirche Gräbendorf

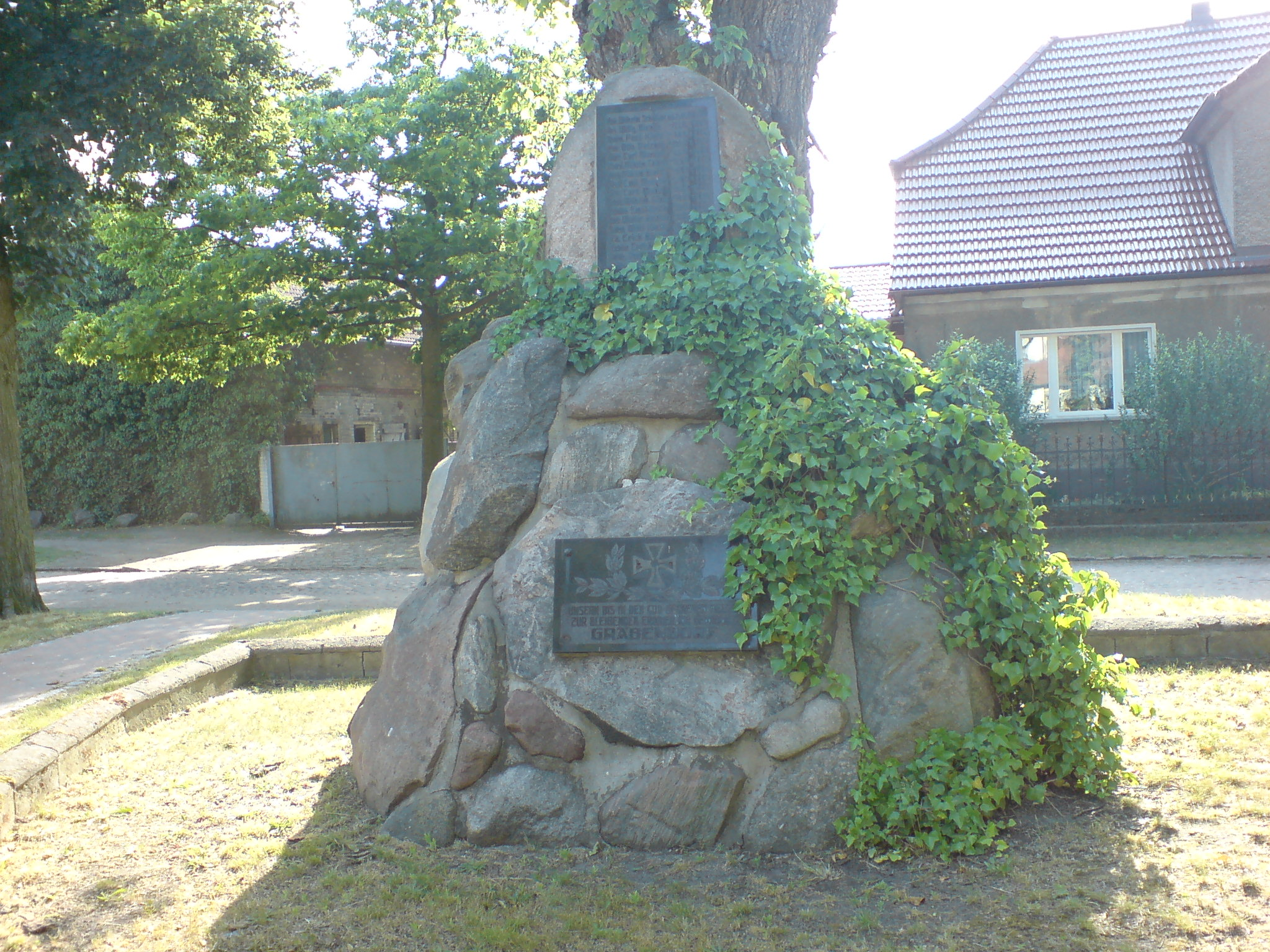
Denkmal zu Ehren der Gefallenen des Ersten Weltkrieges

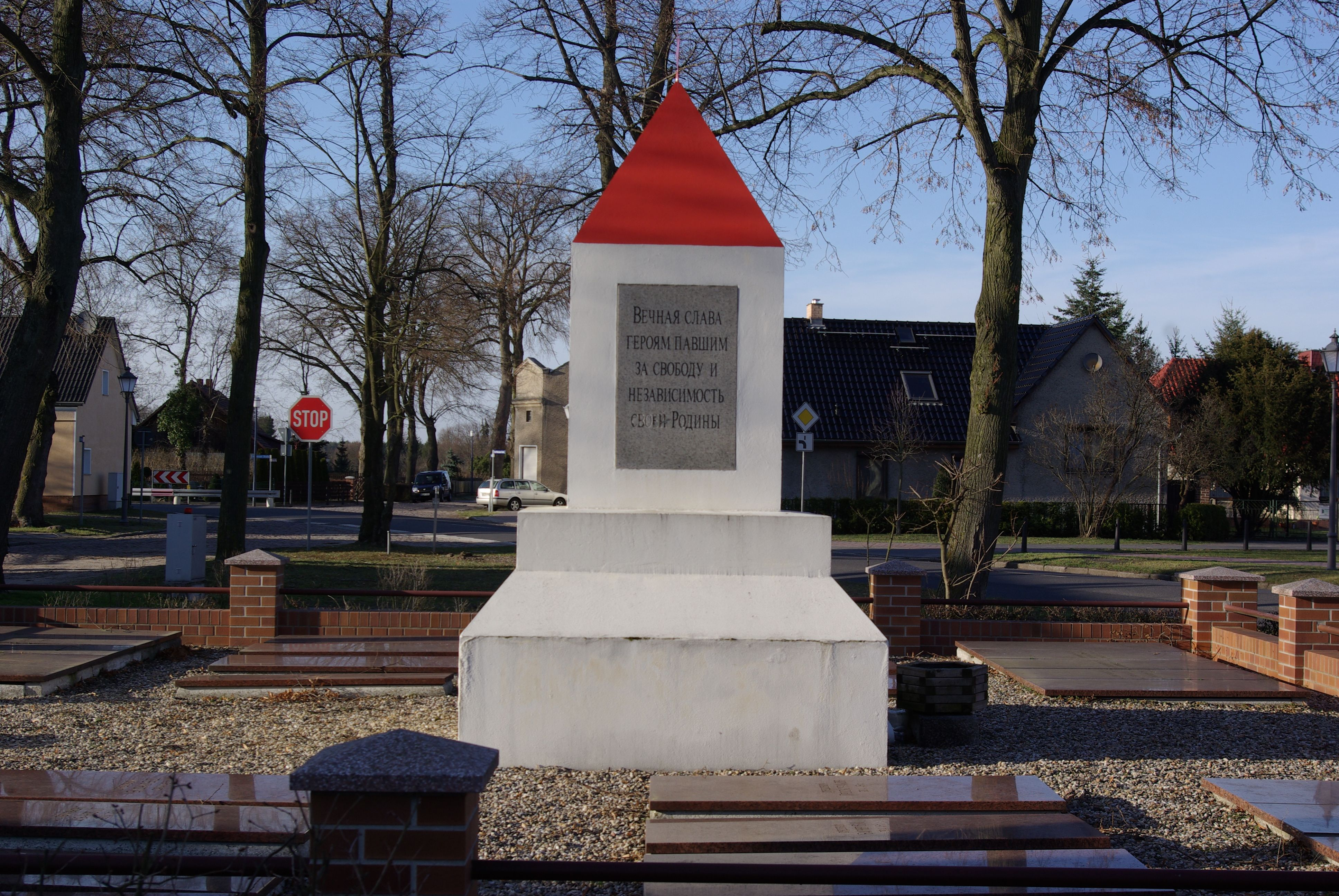
Ehrendenkmal für die Gefallenen der Roten Armee im Zweiten Weltkrieg

- Helden-Denkmal für die Gefallenen des Ersten Weltkriegs (eingeweiht am 14. Juli 1921)
- Sowjetischer Ehrenfriedhof für 78 gefallene sowjetischer Soldaten und Offiziere
- Haus des Waldes (Waldpädagogik-Zentrum) am Rande des Waldgebietes Dubrow.
- Floriansdorf KiEZ Frauensee

## Wirtschaft
Gräbendorf ist Sitz der Revierförsterei Dubrow. Im Ort arbeiten mehrere landwirtschaftliche Betriebe, darunter ein Agrarbetrieb und ein Geflügelhof sowie einige Handwerksbetriebe, darunter auch zwei Bäckereien. Die OPAL (Ostsee-Pipeline-Anbindungsleitung) führt durch Gräbendorf.

## Veranstaltungen
- Zampern im Februar
- Rosenbaumfest jeden Pfingstsonntag
- Feuer zur Walpurgisnacht
- Frostfeuernächte (Metalfestival im Februar)
- Herbstwerk am 1. Samstag im September (Straßenfest mit Handwerk zum Anfassen)
- Feuer zum Erntedankfest am 3. Oktober
- Dörfliche Weihnacht im Advent